# Kendama

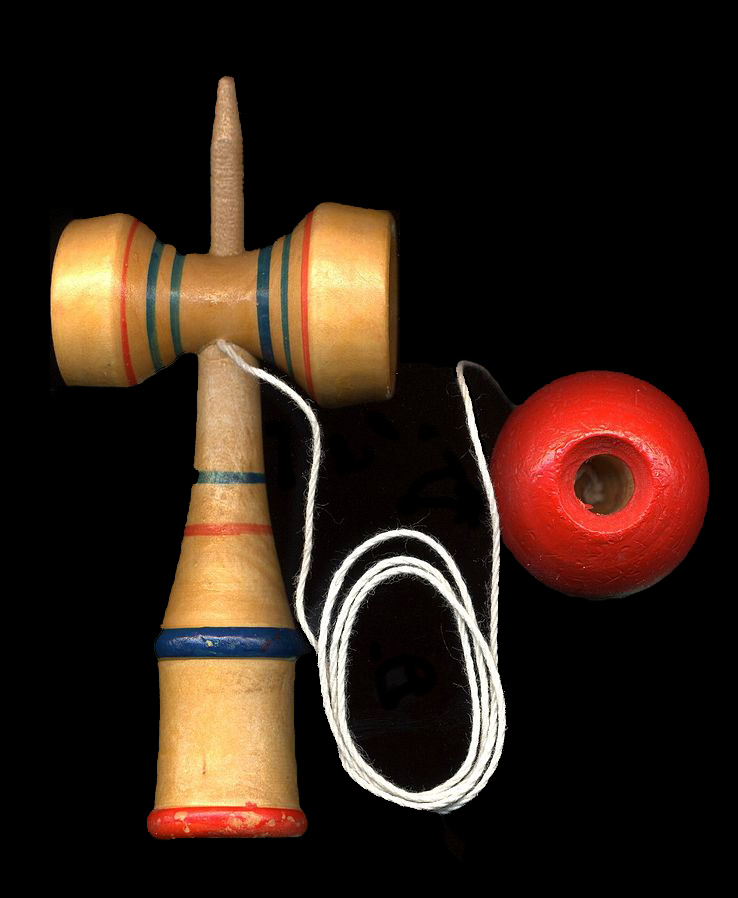

A kendama (けん玉, vagy más írással 剣玉 és 拳玉) egyszerű ügyességi japán fajáték. Fejleszti a szem-kéz koordinációt, koncentráló képességet, az egyensúlyérzéket és a reflexet. A játék feltehetően a 18. században érkezett Japánba, ahol a mai napig komoly sportnak számít. A kendama szintjeit kjúkban és danokban mérik, mint a harcművészetben, és a magas szintű játékosok igen elismertek. A kendama főbb részei a "Ken" (剣 - kereszt alakú fa rész) és a "Tama" (玉 - golyó), ezek zsinórral vannak egymáshoz rögzítve. A ken úgy van kialakítva, hogy található rajta egy kisebb és egy nagyobb bemélyedés, kalapácsfej-szerűen a két oldalán, valamint egy egészen kicsi mélyedés a ken egyik végén, és egy kis tüske a másikon. A játék célja, hogy egy kézzel csak a lendületet használva eljuttassuk a golyót valamelyik mélyedésbe vagy felszúrjuk a tüskére.

### Szerkezet
A japán változat eltér az eredeti koncepciótól. Egy szabványos kendama 5 részből áll:
- a golyó, melyben középen egy körülbelül 2 cm átmérőjű lyuk van (tama 玉)
- a középső pálca, vagy ken, ami kardot jelent (ken 剣)
- a keresztidom (sarado - さらど)
- a madzag, ami a golyóhoz és a keresztidomhoz van erősítve (ito)
- egy kis gyöngy, amely a madzagot a golyóhoz erősíti (futome no biizu)[3]

A középső pálca tövénél található kiszélesedő fa rész a kéz lecsúszását gátolja meg, ezért ezt japánul szuberidoménak (すべり止め-nak) hívják. A keresztidom két oldalán és a középső pálca alján elhelyezkedő bemélyedések nagyságuk szerint a kozara (小皿 - legkisebb), a csúzara (中皿 - középső) és az ózara (大皿 legnagyobb) nevet kapták. A keresztfa felett található hegyes rész pedig vagy tüske a kenszaki.

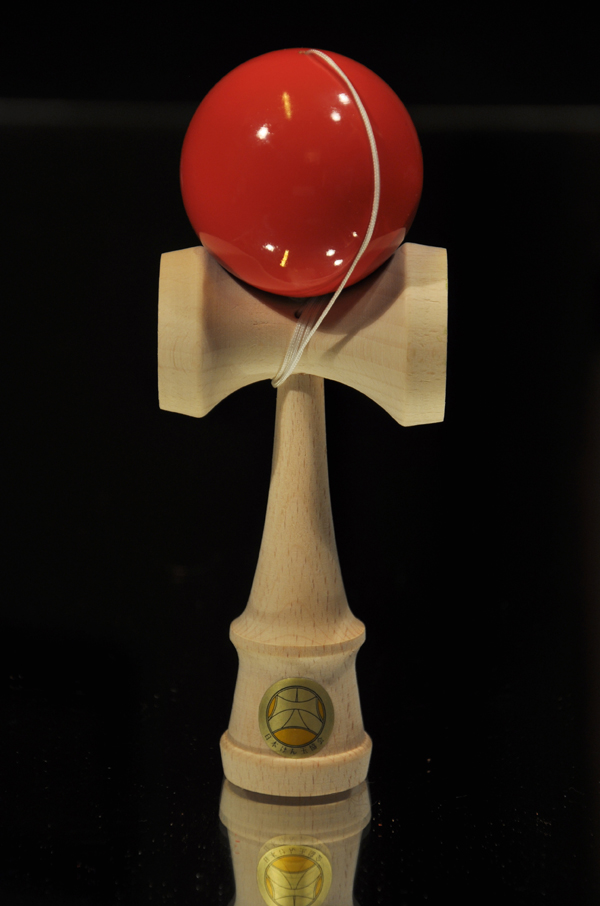

### Mérete
A méretek eltérők lehetnek, de szabványon belül kell maradjanak, hogy verseny kendamának lehessen nevezni őket. A golyó 6 cm átmérőjű és 55–75 g közötti súlyú. Így a kendama összsúlya 115–140 g között mozog. Másik fontos kitétel a madzag hossza. Felnőtteknél minimum 38 cm, fiataloknál minimum 35 cm kell legyen.

### Története és szervezete
Japán történelmében először az ainuk – Japán feltételezett őslakosai – készítettek el a kendamához hasonló játékszert. Hozzá hasonló játékok készültek a 16. századi Franciaországban bilboquet néven, vagy Mexikóban balero néven. Mindezek ellenére a 18. században Európából bejött játék ihlette meg a mai kendamát. Kezdetben ivós játék volt – az ivott, akinek nem sikerült teljesítenie a kiszabott feladatot/trükköt –, majd a későbbiek folyamán komoly sporttá nőtte ki magát, mindemellett a gyerekek számára tökéletes készségfejlesztő játék. A 20. század elején a játéknak csak két mélyedése volt, ezért elnevezték dzsicugecu labdának (日月ボール - nap és hold labda), mivel emlékeztette őket a napra és a félholdra. 1920-ban létrehoztak egy szabványt a kendamának, amely aztán a későbbiekben megváltozott. Hacukaicsi város lett, Hirosima prefektúrában a szülővárosa a mai, modern kendamának.
Japánban a kendamának nem csak tradíciója, hanem saját szervezete is van, a JKA (Japan Kendama Association - Japán Kendama Szervezet), melyet 1975-ben, Fudzsivara Isszei alapított. Célja a kendamák szabványosítása, versenyek lebonyolítása, illetve a profik rangsorolása volt. Az egyesületnek hála, ma már a szabvány kendamák egy hivatalos matricát kapnak a középméretű tányér és a csúszásgátló közé, ezzel különböztetve meg őket a boltokban kapható olcsó műanyag utánzatoktól. Meglepő módon az utánzatoknak is fontos szerepe van a profik világában, mivel a nem-szabvány kendamákkal a trükkök végrehajtása nehezebb, mint a JKA-szabvány játékokkal, ezért a profik sokszor utánzatokkal edzik otthon magukat.
Ma már a kendama egy népszerű játék a világ minden tájékán. Japánban igen fontos a státusz és a besorolás, így a JKA kifejlesztett lelkes kendamázói számára egy ranglétrát, melyen nyomon lehet követni, ki milyen szinten gyakorolja ezt a mesterséget. Természetesen a ranglétrára való besorolás pénzbe kerül, hisz az egyesületnek is meg kell élnie valamiből. A legtöbb japán harcművészetből ismerős rendszert vették alapul, a fokozatok a 10 kjútól 1 kjúig haladnak, majd a vérprofik 1 dantól 6 danig szerezhetnek további fokozatokat. Minden szintnek megvannak a maga követelményei, melyek egyre nehezednek, ráadásul a magasabb szinteknél már az előző szintek manővereit zsigerből kell tudni.

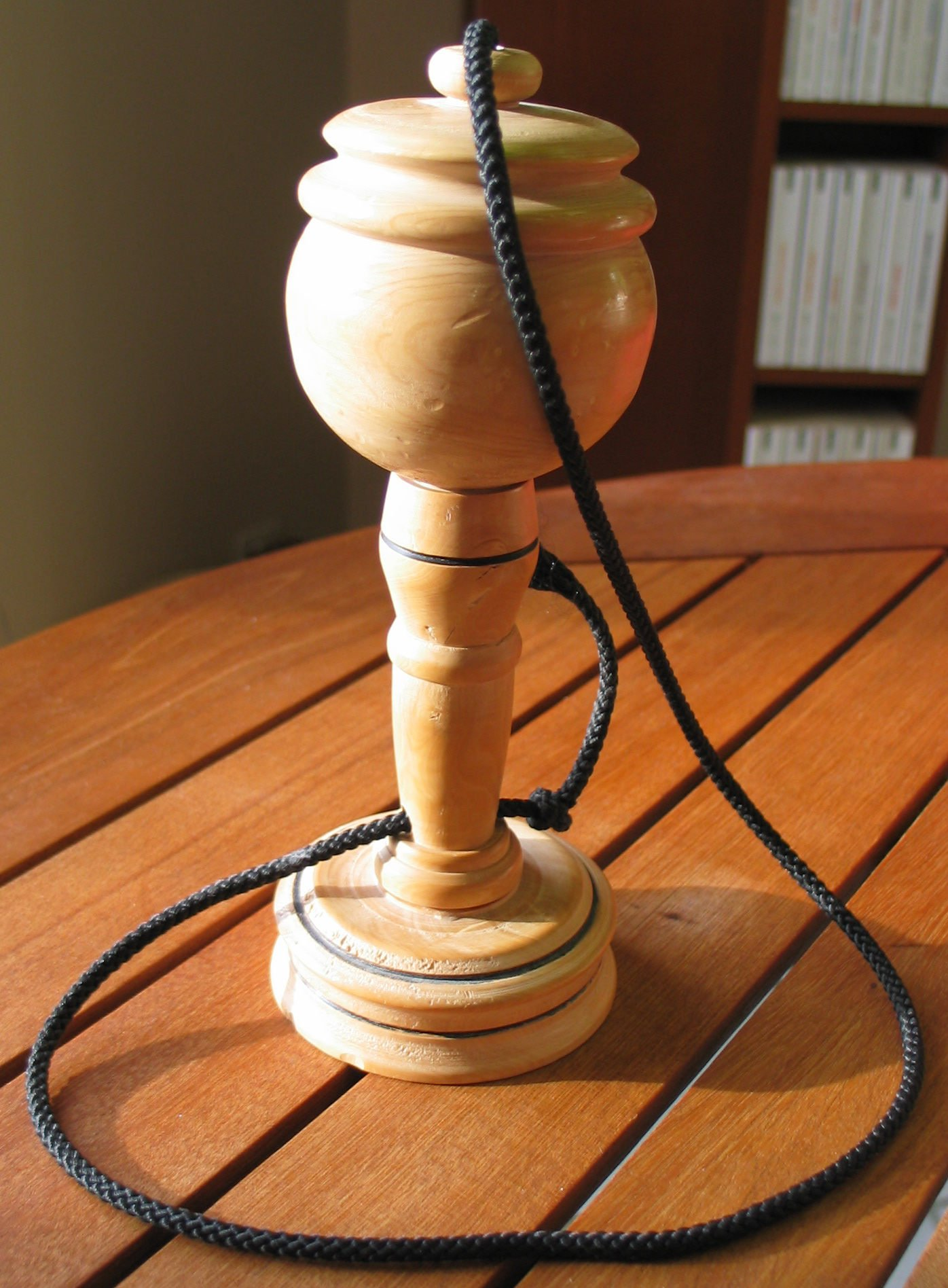

### Szabályok
A kendamát alapvetően úgy játsszák, hogy megfogják a középső pálcán (ken) és a kis golyót próbálják az adott mélyedésekbe beleejteni, vagy rászúrni a kenszakira. Ezt fejlesztették tovább úgy, hogy a kenszaki mellé ejtik a golyót, hogy az ott maradjon minimum 3 másodpercig, vagy a golyót fogják és a kent pörgetik, ejtik rá a golyóra a megfelelő helyeken. Ahhoz, hogy valaki elérjen egy kjú szintet 11 előírt trükköt kell teljesítenie, ha ennél többre képes, csak akkor jöhet szóba a danos szint. A 10 kjús szint – a legalacsonyabb – eléréséhez a legnagyobb mélyedésbe kell beleejteni a golyót. A JKA publikált egy könyvet, melyben leír 101 különböző trükköt. A trükkök a golyó helyzetének való variálásával, és egyensúlyozásával hozhatók létre, aminek csak kreativitásunk szabhat határt. Több mint 1000 féle trükk létezik, ami a játék egyszerűségét tekintve szép szám.
Adott versenyeken megjelölik a trükköket, amiket el kell sajátítani, majd egy ellenféllel kell megküzdeni. Aki tovább csinálja a kijelölt trükköt, az nyer. Fontos az időzítés és a ritmus megtartása. Általában egy megadott trükk listáját kell végigjátszani, minden játékosnak 3 próbálkozása lehet.

#### Alaptrükkök[13]
- Nagy Pohár / Ozara: A kent fogva (toll fogás – szara grip), az ózarára kell ejteni a golyót visszarántva
- Gyertya / Rószoku: A kenszakit fogva, a kozarára kell ejteni a golyót visszarántva
- Dekázás / Mosi Kame: A kent fogva, az ózarára és a kozarára kell felváltva ejteni a golyót
- Felhúzás / Tomeken: A kent enyhén döntve megfogjuk, majd felrántjuk a golyót úgy, hogy a kenszakira essen.
- Tap Back: A kendamát alapfogásban tartva enyhén megdöntjük, majd felrántjuk a golyót úgy, hogy az ózarára essen. Ezután feldobjuk összekoccantjuk a kendama nyelének kozara végi részével, majd visszaejtjük az ózarára.
- Repülőgép / Hikóki: A golyót megfogjuk az egyik kezünkben, közben a másik kezünkkel magunkhoz húzzúk a kent, elengedjük és a lendületétől fogva a kenszakit úgy kell irányítani, hogy az beleessen a golyó lyukas részébe.
- Japán körül/ Nihon Issú: A kent fogva a „kalapácsfej alatt”(általános fogás – ken grip) a golyót először a csúzarára majd az ózarára kell ejteni, végül a kenszakira.
- Világítótorony / Tódai (3 másodpercnyi megtartás): A golyót lyukkal felfelé tartva (tama grip) visszarántjuk a kent úgy, hogy az megálljon a golyón a kozara részen.